# 门达萨
门达萨（西班牙語：Mendaza）是西班牙纳瓦拉的一个市镇。总面积33平方公里，总人口348人（2001年），人口密度11人/平方公里。